# 基輔的狄奧格諾斯圖斯

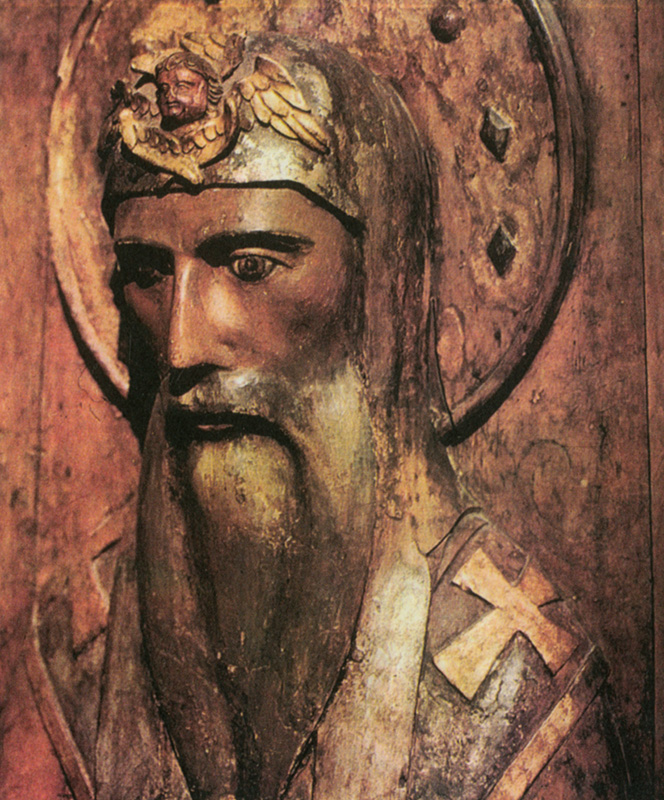
基輔的狄奧格諾斯圖斯

基輔的狄奧格諾斯圖斯（英文: Theognostus of Kiev, 俄文：Феогност，1353 年3月11日去世 ）出生於君士坦丁堡，在君士坦丁堡大牧首以賽亞 (Patriarch Isaiah of Constantinople 1323-1334 ) 的祝福下，他接替聖彼得成為基輔和全俄羅斯都主教，並於 1327 年至 1353 年擔任這一職務。

## 生平
彼得都主教去世後（1327 年），狄奧格諾斯圖斯被任命為基輔和全俄羅斯都主教。
在諾夫哥羅德與莫斯科親王互有敵意的時候，狄奧格諾斯圖斯協助調解了諾夫哥羅德與莫斯科王子的關係。在拒絕從教堂收取貢品給蒙古人後，狄奧格諾斯圖斯設法保存了教堂的所有貴重物品，並放棄了他的所有個人財產。他因膽大妄為而受到韃靼人的嚴刑拷打，但他從未屈服。
一場大火席捲莫斯科後，狄奧格諾斯圖斯儘管已經一無所有，但仍開始修復教堂。正是透過他的影響，西蒙大公向羅馬皇帝約翰·坎塔庫津（John Cantacuzene）捐款，以修復君士坦丁堡的聖索菲亞大教堂。
在他生命的盡頭，當需要指定繼任者時，都主教狄奧格諾斯圖斯堅持認為這一職位只能由長期擔任修道院的人擔任。 1353年，狄奧格諾斯圖斯因遭受瘟疫而感到自己時日無多，於是任命弗拉基米爾主教亞歷克西斯為他的繼任者。他於3月11日安息。
狄奧格諾斯圖斯被安葬於莫斯科的聖母安息大教堂。1471年，他的遺物被發現完好無損。 19世紀，他被俄羅斯東正教封為聖人。